# Договор 1881 года о границе между Чили и Аргентиной
Договор 1881 года о границе (исп. Tratado de Límites de 1881) был подписан 23 июля 1881 года в Буэнос-Айресе Бернардо де Иригойеном от имени Аргентины и Франсиско де Борха Эчеверриа от имени Чили.

## Предыстория
Аргентина провозгласила независимость в 1816 году, Чили — в 1818 году. После изгнания испанцев отношения между двумя государствами обострились из-за претензий на перекрывающиеся части Патагонии.
Конституция Чили, принятая в 1833 году, определяла Анды в качестве восточной границы страны. Однако в 1853 году Мигель Луис Амунатеги издал книгу, в которой утверждал, что Чили имеет право претендовать на всю Патагонию. Там было сказано, что когда в XVI веке Педро де Вальдивия начал испанское завоевание Чили, то получил от испанской короны право на создание капитанства вплоть до Магелланова пролива на юге. Педро де Вальдивия постепенно основал цепочку городов, однако большие расстояния и Арауканская война ограничили экспансию на юг.
В 1843 году по распоряжению чилийского правительства в районе Магелланова пролива был построен Форт-Бульнес (через несколько лет он был оставлен, а вместо него был основан Пунта-Аренас), что дало возможность прохождения пролива паровыми судами, а также вызвало разговоры о возможности оккупации пролива великими державами или Соединёнными Штатами Америки.
В 1856 году Чили и Аргентина подписали первый договор о границе, в котором признали друг за другом те территории, которые принадлежали соответствующим испанским административным единицам до провозглашения странами независимости, и отложили разрешение возможных территориальных споров на будущее.
В 1865 году в Аргентинской Патагонии была основана Валлийская колония.

## Интересы Чили, Аргентины и великих держав

### Интересы Чили
Чилийские торговля и культура были ориентированы на Европу, и поэтому основным чилийским интересом являлся прочный контроль над Магеллановым проливом. Остальная часть Патагонии рассматривалась влиятельными чилийскими политиками как бесполезная пустыня.

### Интересы Аргентины
Долгое время арауканы и арауканизированные индейские племена совершали набеги на аргентинские земли, а угнанный скот перепродавали в Чили, где в свою очередь покупали оружие и алкоголь. Аргентинские власти опасались, что в случае войны с Чили эти индейцы выступят на чилийской стороне, и таким образом война быстро придёт к Буэнос-Айресу. В 1870-х годах для защиты от индейцев вдоль южных аргентинских границ была создана система оборонительных укреплений, известная как «Ров Альсины», опираясь на которую началась военная кампания, вошедшая в историю как «Завоевание пустыни».

### Интересы великих держав
Великобритания и США не вмешивались напрямую в процессы раздела территории, однако послы США в Сантьяго и Буэнос-Айресе Томас Э.Осборн и Томас О.Осборн выступили в качестве посредников. Заботой великих держав была свобода навигации сквозь Магелланов пролив.
Великобритания и Франция рассматривали Патагонию как «terra nullius».

## Переговоры и соглашение
В 1874 году чилийский дипломат Гильермо Блест Гана и аргентинский дипломат Карлос Техедор согласились передать вопрос о границе на международный арбитраж, однако новый аргентинский президент Николас Авельянеда в 1875 году отменил это соглашение. Попытки решить вопрос о Патагонии оставались безуспешными вплоть до 1881 года, когда Чили вступило в войну против Перу и Боливии. Чтобы избежать войны ещё и против Аргентины, чилийский президент Анибаль Пинто дал право дипломату Диего Барросу Аране уступить столько территории, сколько потребуется, чтобы сохранить её нейтралитет.

## Условия договора
Договор определял, что вплоть до 52-й параллели границей между двумя странами являются линия континентального водораздела и линия высочайших вершин Анд. Далее к югу район Магелланова пролива и острова к югу от пролива Бигла отходили Чили, а остров Огненная Земля делился пополам между Чили и Аргентиной. Закреплялся нейтральный статус Магелланова пролива (там запрещалось возводить укрепления), и он объявлялся свободным для навигации судов всех стран.
Все предыдущие соглашения о границах объявлялись недействительными, а все будущие территориальные споры Чили и Аргентина согласились передавать на арбитраж дружественной третьей стороне.

## Итоги и последствия
Небольшие ошибки, касающиеся проведения границы в районе Магелланова пролива (в результате которых Аргентина получила небольшой кусочек тихоокеанского побережья, а Чили — атлантического побережья) были впоследствии исправлены дополнительным протоколом, немного сдвинувшим границу на Огненной Земле. Гораздо более серьёзным был спор относительно границы к северу от 52-й параллели: аргентинская сторона утверждала, что все предыдущие документы всегда определяли границу по горам, а не по линии континентального водораздела, и отказывалась признавать чилийскими районы озёр, которые лежали восточнее линии высочайших вершин Анд, но при этом имели сток в Тихий океан. Пограничный спор был урегулирован в 1902 году: король Великобритании Эдуард VII, выступивший в качестве посредника, разделил спорную территорию примерно пополам.
В 1889 году Аргентине, Чили и Боливии пришлось также урегулировать пограничный спор на Пуна-де-Атакама, однако он был следствием не Аргентино-Чилийского договора 1881 года, а войны между Чили и Боливией, в результате которой Боливия лишилась выхода к Тихому океану и граница между двумя странами изменилась.